# Lassie på äventyr
Lassie på äventyr (engelska: Lassie Come Home) är en amerikansk äventyrsfilm i Technicolor från 1943 i regi av Fred M. Wilcox. Filmen är baserad på romanen Lassie Come-Home från 1940 av Eric Knight. I huvudrollerna ses Roddy McDowall och Pal i berättelsen om den djupa vänskapen mellan Yorkshirepojken Joe Carraclough och hans collie Lassie. Filmen var den första i en serie om sju MGM-filmer med "Lassie" i huvudrollen.

## Rollista i urval
- Pal (krediterad som "Lassie") - Lassie
- Roddy McDowall - Joe Carraclough, en skolpojke i Yorkshire
- Donald Crisp - Sam Carraclough, Joes far
- Elsa Lanchester - Mrs. Carraclough, Joes mor
- Elizabeth Taylor - Priscilla, hertigens sondotter
- Nigel Bruce - hertigen av Rudling, kennelägare
- Dame May Whitty - Dally, en äldre dam som hjälper Lassie
- Ben Webster - Dan'l Fadden, Dallys make
- Edmund Gwenn - Rowlie Palmer, gårdfarihandlare
- J. Pat O'Malley - Hynes, hertigens kennelskötare
- Alan Napier - Jock, fårvaktare
- Arthur Shields - Andrew, fårvaktare
- John Rogers - Snickers
- Alec Craig - Buckles
- George Broughton - Allen